# Marino Cortese
Marino Cortese (Venezia, 23 ottobre 1938 – Venezia, 27 aprile 2020) è stato un politico italiano.
Laureato in economia e commercio, abitò sempre a Venezia.
In gioventù, per una decina d'anni, lavorò come ricercatore economico per poi dedicarsi a tempo pieno all'attività politica. La formazione giovanile si sviluppò all'interno dell'Azione Cattolica e soprattutto della F.U.C.I., Federazione Universitaria Cattolica Italiana. Cortese partecipò attivamente alla politica universitaria nelle file dell'Intesa Universitaria, di cui era stato Consigliere Nazionale, oltre che segretario del Gruppo Veneziano.  Fu Presidente dell'organismo rappresentativo degli studenti di Ca' Foscari e Consigliere Nazionale dell'UNURI, Unione Nazionale Universitaria Rappresentativa Italiana.

## Attività politica
Iscritto alla Democrazia Cristiana dal 1955 al 1994, quindi al Partito Popolare Italiano, alla Margherita, al Partito Democratico, ricoprì negli anni ruoli direttivi in ambito locale, provinciale, regionale e nazionale. Fu Delegato Provinciale del Movimento Giovanile della D.C. di Venezia, componente del Comitato e della Giunta Provinciale e della Direzione Regionale negli anni '60 e '70, Segretario Provinciale della D.C. di Venezia dal 1975 al 1977, Presidente del Gruppo D.C. al Consiglio Regionale dal 1975 al 1977, Consigliere Nazionale della D.C. dal 1980 al 1994, Membro del Direttivo del Gruppo D.C. del Senato dal 1987 al 1992.
Consigliere Regionale del Veneto, eletto per quattro volte consecutive nelle liste della Democrazia Cristiana, dal 1970 al 1987, svolse numerosi incarichi, tra cui quelli di Presidente della Commissione per lo Statuto Regionale, Assessore agli Enti Locali, Vice Presidente della Giunta Regionale con delega al Bilancio e Programmazione, Presidente della Commissione Lavori Pubblici, Territorio e Ambiente. 
Dal 1987 al 1992 fu Senatore della Repubblica, eletto nel Collegio di Este (PD), membro della Commissione Bilancio e Programmazione, della Commissione bicamerale per le questioni regionali e della Commissione di indagine sullo scandalo BNL - Atlanta.
Dal 1990 al 1993 fu Consigliere Comunale di Venezia e dal 2000 al 2003 Assessore alla Cultura e al Turismo.

## Attività amministrativa
Si dedicò all'amministrazione di varie istituzioni culturali veneziane: per tre anni Presidente dell'Università Internazionale dell'Arte di Venezia (1992-1995), Vice Presidente della Fondazione Giorgio Cini (1997-2001), Presidente di Venezia Fiere S.p.A. (2004-2007), Consigliere di Amministrazione della Società Veneziana di Concerti, Consigliere di amministrazione della Fondazione Musicale Gianfrancesco Malipiero di Asolo (1994-200) e Revisore dei Conti della Fondazione per gli Studi musicali Ugo e Olga Levi di Venezia (1993-2001).
Fece parte del Consiglio Pastorale Diocesano di Venezia, del Direttivo del Centro di Studi Teologici “Germano Pattaro” e fu Consigliere Nazionale e Presidente del Circolo di Venezia del M.E.I.C. - Movimento Ecclesiale di Impegno Culturale.
Fu revisore dei conti della Fondazione Cini e Presidente della Fondazione Querini Stampalia (dal 1994 al 2001 e dal 2004 in poi).